# Споменик породици
Споменик породици је споменик у Источном Сарајеву, на Тргу Србија. Споменик је дјело вајара Зорана Кузмановића из Смедерева и подигнут је у спомен на Егзодус сарајевских Срба и подизање Града Источног Сарајева.

## Изглед и положај
Јединствена бронзана скулптура, висока 3,5 метара, представља чланове породице у загрљају. Отац, мајка и троје дјеце различитих узраста, симболизују ново рађање, нови дом, нову ширу заједницу и стварање града . Споменик је смјештен на средини трга којег оокружују најважније градске институције – Матична  библиотека, средња школа, спортска дворана и Народно позориште Источно Сарајево. 
У кругу споменика се одржавају бројне манифестације, а најпознатији је Сајам књиге у Источном Сарајеву.